# Білик Надія Іванівна (педагог)
Надія Іванівна Білик (нар. 8 жовтня 1950, м. Полтава) — український педагог, науковець, професор кафедри педагогічної майстерності Полтавського обласного інституту післядипломної педагогічної освіти імені М. В. Остроградського, доктор педагогічних наук (2016), доцент (2007). Відмінник освіти України (1998).

### Основні публікації
Автор має більше 200 публікацій, присвячених проблемам освіти. Серед них:
- Антологія краєзнавства Полтавщини: наук.-метод. посіб. / за ред. П. І. Матвієнка; члени редколегії: Н. І. Білик, А. М. Дяченко, В. Н. Жук. — 4-те вид., доп. — Полтава: ТОВ «АСМІ», 2007. — 322 с.: іл.
- Білик Н. І. Управління адаптивно-педагогічним проектуванням регіональних освітніх систем підвищення кваліфікації педагогічних працівників [Текст]: монографія / Н. І. Білик. — Полтава: ТОВ «АСМІ», 2015. — 461 с.
- Всеполтавський посвіт школи-родини: навч.-метод. посіб. / авт.-упор. : П. І. Матвієнко, Н. І. Білик. — Полтава: Довкілля-К, 2006. — 322 с.
- Інтерактивне навчання в системі підвищення кваліфікації вчителів: [навч.-метод. посіб. / авт.-упор. : О. О. Новак, Н. І. Білик]. – Полтава : ТОВ «АСМІ», 2008. – 192 с.
- Козацькі традиції Полтавщини: імена – пам’ятники – події – легенди : [навч.-метод. посіб. / авт.-упор. : П. І. Матвієнко, Н. І. Білик]. – Полтава : ТОВ «АСМІ», 2008. – 248 с .
- Навчально-методичний комплекс кафедри педагогічної майстерності : метод. пос. – 3-тє вид. ; випр. і доп. / авт.-упор. : [В. В. Зелюк, Н. І. Білик, І. О. Калініченко, З. В. Резніченко]. – Полтава : ПОІППО, 2016 – 76 с.
- Педагогічна майстерність: виклики ХХІ сторіччя [Текст] : портфоліо кафедри педагогічної майстерності / [упор. : В. В. Зелюк, Н. І. Білик, Т. А. Устименко]. – Полтава : ТОВ «АСМІ», 2013. – 468 с.
- Педагогічні системи, технології. Досвід. Практика: довідник статей / за ред. П. І. Матвієнка, С. Ф. Клепка, Н. І. Білик. — 2-ге вид., переробл. і допов. — У 2 ч. Ч. І. — А-М. — Полтава: ПОІППО. — 2007. — 220 с.
- Педагогічні системи, технології. Досвід. Практика: довідник статей / за ред. П. І. Матвієнка, С. Ф. Клепка, Н. І. Білик. — 2-ге вид., переробл. і допов. — У 2 ч. Ч. ІІ. — Н-Я. –Полтава: ПОІППО. — 2007. — 224 с.
- Проектування регіональних освітніх систем підвищення кваліфікації педагогічних працівників: система управління якістю в ПОІППО: зб. матер. СУЯ відповідно до вимог ДСТУ ISO 9001-2001 / упор. Н. І. Білик. — Полтава: ПОІППО, 2010. — 302 с.
- Розвиток та саморозвиток педагогічної майстерності у сучасному освітньому просторі: тези доповідей Міжнародного форуму педагогічної майстерності (7–8 квітня 2015 року / редкол. : В. В. Зелюк (голова), Я. В. Сухенко, Н. І. Білик, З. В. Резніченко, І. О. Калініченко ; Полт. обл. ін.-т післяд. пед. освіти ім. М. В. Остроградського. — Полтава: ФОП Гаража М. Ф. — 2015. — 160 с.
- Удосконалення педагогічної майстерності в умовах особистісно зорієнтованої освіти: модульн. посіб. / авт.-упор. : П. І. Матвієнко, Н. І. Білик, О. О. Новак. — 2-ге вид., доп. — Полтава: Довкілля-К, 2006. — 292 с.

## Редакторська діяльність
1993—1995 — член редколегії, літературний редактор науково-методичного журналу «Постметодика»
1999—2018 — Автор та головний редактор електроного наукового фахового журналу «Імідж сучасного педагога» (всього видано 177 номерів)
2014—2018 — член редколегії міжнародного наукового журналу «ScienceRise»

## Громадська діяльність
- координатор Полтавської обласної організації Всеукраїнської дитячої спілки «Екологічна варта» (1999—2010)
- координатор Школи молодого учителя Полтавщини (2014—2016)
- координатор від Полтавської області Всеукраїнської школи новаторства керівних, науково-педагогічних і педагогічних працівників післядипломної освіти від Полтавської області (з 2011 р.)

## Відзнаки та нагороди
- 1998 — нагороджена знаком «Відмінник освіти України»;
- 2009 — Почесна грамота та Почесна відзнака «За активну громадську діяльність» Міністерства України у справах сім'ї, молоді та спорту;
- 2010 — Почесна грамота та відзнака Полтавської обласної ради;
- 2013 — Почесна грамота та орден Козацької доблесті ІІ ступеню Міжнародної академії козацтва та отримання почесного звання «Берегиня козацького роду».
- Почесна грамота Міністерства освіти України (1995). Почесні грамоти Міністерства освіти і науки України (2001, 2004, 2005).
- Почесні дипломи Міністерства освіти і науки України і Академії педагогічних наук України (2008, 2009).
- Почесні грамоти Всеукраїнської екологічної ліги та Всеукраїнської ВДС «Екологічна варта» (1999—2009).
- Грамоти управління освіти і науки Полтавської облдержадміністрації (2003, 2005, 2007).
- Грамоти Департаменту освіти і науки Полтавської облдержадміністрації (2014, 2015, 2016).
- Диплом Книжкової палати України в номінації «Краще оформлення вихідних відомостей відповідно до положень нормативних документів монографії» («Управління адаптивно-педагогічним проектуванням регіональних освітніх систем підвищення кваліфікації педагогічних працівників»). Премійована обладнанням для продуктивного друку торгової марки Konica Minolta Accurio Press C2060 nf bizhub PRO 1100 (сертифікат від 25–27 травня 2017 року, м. Одеса).